# Isaac Nabwana

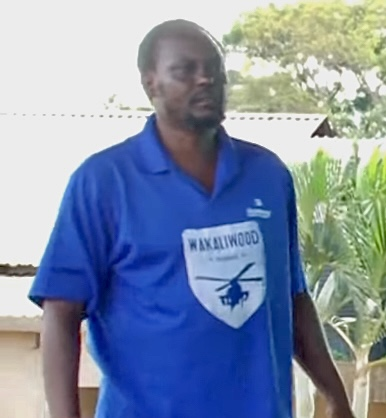
Isaac Nabwana

Isaac Godfrey Geoffrey Nabwana (* 1973 in Kampala) ist ein ugandischer Regisseur, Drehbuchautor und Filmproduzent. Aufgrund des Einsatzes von Gewalt und Blut in seinen Filmen als Stilmittel wird er – nach Quentin Tarantino – als Afrikas Tarantino bezeichnet.

## Leben
Nabwana wurde in Wakaliga, einem Slum am Rand von Kampala, der Hauptstadt Ugandas geboren. Als Kind interessierte er sich für Filme, konnte sich Kino-Eintritte jedoch nicht leisten, weswegen er sich die Handlung nach der Vorstellung von seinen älteren Brüdern schildern ließ. Nach Abschluss seiner schulischen Bildung arbeitete Nabwana in einer Ziegelstein-Fabrik und sparte zehn Jahre lang auf seine erste Filmkamera. Mit seiner ersten Kamera filmte er auf Hochzeiten und finanzierte sich mit den Honoraren Computerkurse und einen Rechner mit Schnittsoftware.
2005 gründete Nabwana sein Produktionsunternehmen Ramon Film Productions und produzierte seinen ersten Film. Im Laufe der nächsten Jahre produzierte er über vierzig Filme. Ihr Stil wird von Fans – in Anlehnung an Hollywood – als „Wakaliwood“ bezeichnet. Seine Action-Filme kommen mit einem Budget von maximal 180 Euro aus; jeder, der Lust hat, darf als Schauspieler mitspielen, Gage gibt es keine, dafür gibt es eine Beteiligung an den Erlösen der selbstverkauften DVDs.
Nabwana wird in dem Dokumentarfilm Iron Fists and Kung Fu Kicks (2019) von Serge Ou kurz vorgestellt und interviewt.
Er ist verheiratet und hat drei Kinder.

## Werke
- Valentine: Satanic Day (2010)
- Who Killed Captain Alex? (2010)
- Tebaatusasula (2010, Lost Movie)
- The Return of Uncle Benon (2011)
- Rescue Team (2011)
- Bukunja Tekunja Mitti: The Cannibals (2012)
- Black (2012)
- The Crazy World: A Waka Starz Movie (2014)
- Bukunja Tekunja Mitti: The Cannibals (2015)
- The Revenge (2015)
- Attack on Nyege Nyege Island (2016)
- Bad Black (2016)
- Once a Soja (2017)
- The Ivory Trap (2017)
- Kapitano (2018)
- Crazy World (2019)
- Eradicate (2020), Musikvideo für Heaven Shall Burn[9]